# Appell-veeltermen
In de wiskunde duidt men met Appell-veeltermen of Appell-rij een veeltermrij aan, met de eigenschap dat de afgeleide van de {\displaystyle n}-de veelterm gelijk is aan {\displaystyle n} maal de {\displaystyle (n-1)}-de veelterm. Ze zijn genoemd naar de Franse wiskundige Paul Appell, die er in 1880 een artikel over publiceerde.
Een Appell-rij is dus een rij veeltermen {\displaystyle A_{0}(x),A_{1}(x),\dots ,A_{n-1}(x),A_{n}(x),\ldots } waarbij {\displaystyle A_{n}(x)} een veelterm is van graad {\displaystyle n}, en
{\displaystyle {\frac {\mathrm {d} A_{n}(x)}{\mathrm {d} x}}=nA_{n-1}(x)}
Er zijn oneindig veel rijen van veeltermen die hieraan voldoen; de eenvoudigste is wellicht de rij
{\displaystyle 1,x,x^{2},\ldots ,x^{n},\dots }
van de opeenvolgende machten van de variabele {\displaystyle x}. Maar men kan met een willekeurige rij getallen {\displaystyle a_{i},i=0,1,\ldots (a_{0}\neq 0)} een Appell-rij maken; de overeenkomstige rij is:
{\displaystyle A_{n}(x)=\sum _{k=0}^{n}a_{k}{n \choose k}x^{n-k}},
waarvan de eerste termen zijn:
{\displaystyle A_{0}(x)=a_{0}}
{\displaystyle A_{1}(x)=a_{0}x+a_{1}}
{\displaystyle A_{2}(x)=a_{0}x^{2}+2a_{1}x+a_{2}}
{\displaystyle A_{3}(x)=a_{0}x^{3}+3a_{1}x^{2}+3a_{2}x+a_{3}}
{\displaystyle A_{4}(x)=a_{0}x^{4}+4a_{1}x^{3}+6a_{2}x^{2}+4a_{3}x+a_{4}}
enzovoort. De {\displaystyle n}-de veelterm wordt recursief bepaald door:
{\displaystyle A_{n}(x)=\int _{0}^{x}A_{n-1}(t)\mathrm {d} t+a_{n}}
waarin de integratieconstante {\displaystyle a_{n}} vrij te kiezen is (op voorwaarde dat {\displaystyle a_{0}\neq 0} is). Als men {\displaystyle a_{0}=1,a_{1}=a_{2}=\ldots =0} kiest, verkrijgt men de machten van {\displaystyle x}.
Hermite-veeltermen (mits scalering), bernoulli- en euler-veeltermen zijn voorbeelden van Appell-rijen. Bernoulli-veeltermen verkrijgt men door als integratieconstanten de Bernoulligetallen te nemen.

## Voortbrengende functie
Appell noemde de functie
{\displaystyle f(h)=a_{0}+a_{1}h+{\tfrac {a_{2}}{2!}}h^{2}+\ldots +{\tfrac {a_{n}}{n!}}h^{n}+\ldots }
de voortbrengende functie van een Appell-rij. Bij elke {\displaystyle f(h)} met gegeven coëfficiënten {\displaystyle (a_{i})} hoort een Appell-rij {\displaystyle (A_{n})} en omgekeerd. Het verband komt tot uiting indien men het product maakt van {\displaystyle f(h)} met 
{\displaystyle e^{hx}=1+hx+{\tfrac {h^{2}}{2!}}x^{2}+\ldots +{\tfrac {h^{n}}{n!}}x^{n}+\dots }
Als men dit product rangschikt naar de machten van {\displaystyle h}, is de coëfficiënt van {\displaystyle {\tfrac {h^{n}}{n!}}} gelijk aan {\displaystyle A_{n}}:
{\displaystyle f(h)e^{hx}=A_{0}+A_{1}h+A_{2}{\tfrac {h^{2}}{2!}}+\ldots +A_{n}{\tfrac {h^{n}}{n!}}+\ldots }

### Voorbeelden
Voor de machten van {\displaystyle x} is de voortbrengende functie {\displaystyle f(h)=1}.
Met de voortbrengende functie {\displaystyle f(h)=1-h} krijgt men:
{\displaystyle (1-h)e^{hx}=1+(x-1)h+(x^{2}-2x){\tfrac {h^{2}}{2!}}+(x^{3}-3x^{2}){\tfrac {h^{3}}{3!}}+\ldots }
wat de veeltermrij {\displaystyle A_{n}=x^{n}-nx^{n-1}} oplevert.
Als de functie {\displaystyle f(h)} de rij {\displaystyle (A_{i}),i=0,1,2,\ldots } voortbrengt, en {\displaystyle (B_{i}),i=0,1,2,\ldots } wordt voortgebracht door de afgeleide {\displaystyle f'(h)}, is het verband tussen beide rijen:
{\displaystyle B_{n}=A_{n+1}-xA_{n}}

Als de functie {\displaystyle f(h)} de rij {\displaystyle (A_{i}),i=0,1,2,\ldots } voortbrengt, en {\displaystyle (C_{i}),i=0,1,2,\ldots } wordt voortgebracht door de integraal {\displaystyle \int {f(h)\mathrm {d} h}},is het verband tussen beide rijen:
{\displaystyle C_{n}=C_{0}x^{n}+A_{0}x^{n-1}+\ldots +A_{n-2}x+A_{n-1}}
Hierin is {\displaystyle C_{0}} een willekeurige integratieconstante.